# Liste des monuments historiques de Versailles
Cet article recense les monuments historiques de Versailles, en France.

## Statistiques
Versailles compte 117 édifices comportant au moins une protection au titre des monuments historiques, soit 24 % des monuments historiques du département des Yvelines. Versailles est la 20e ville française comptant le plus de monuments historiques. 40 édifices comportent au moins une partie classée ; les 77 autres sont inscrits.
Le graphique suivant résume le nombre d’actes de protection par décennies (ou par année avant 1880) :

## Liste
| Monument | Adresse                                                                | Coordonnées                      | Notice         | Protection | Date           | Illustration |
| --- | ---------------------------------------------------------------------- | -------------------------------- | -------------- | ---------- | -------------- | --- |
| Bailliage | 1 cité des Trois-Passages Rue Ducis Rue de la Pourvoierie              | 48° 48′ 26″ nord, 2° 07′ 54″ est | « PA00087665 » | Inscrit    | 1966           | Bailliage |
| Bâtiments du Manège | Avenue de Paris Avenue du Général-de-Gaulle                            | 48° 48′ 07″ nord, 2° 07′ 44″ est | « PA00087666 » | Classé     | 1988           | Bâtiments du Manège |
| Cathédrale Saint-Louis | Place Saint-Louis                                                      | 48° 47′ 54″ nord, 2° 07′ 27″ est | « PA00087667 » | Classé     | 1906           | Cathédrale Saint-Louis |
| Chapelle de Béthune | 6 place Édouard-de-Laboulaye                                           | 48° 49′ 09″ nord, 2° 08′ 18″ est | « PA00087668 » | Classé     | 1970           | Chapelle de Béthune |
| Chapelle de l'Hermitage | 1 rue de l'Ermitage                                                    | 48° 48′ 46″ nord, 2° 07′ 26″ est | « PA00087669 » | Classé     | 1922           | Chapelle de l'Hermitage |
| Charcuterie | 12 rue du Vieux-Versailles                                             | 48° 48′ 03″ nord, 2° 07′ 20″ est | « PA00087670 » | Inscrit    | 1988           | Charcuterie |
| Ancien couvent des Récollets de Versailles                                                                                           | 9 rue des Récollets                                                    | 48° 48′ 09″ nord, 2° 07′ 21″ est |                | Classé     | 2016           | Ancien couvent des Récollets de Versailles                                                                                          |
| Domaine de Montreuil | 24, 26 rue Champ-Lagarde Villa Champ-Lagarde                           | 48° 48′ 01″ nord, 2° 08′ 42″ est | « PA00087672 » | Inscrit    | 1980           | Domaine de Montreuil |
| Domaine de Versailles Château de Versailles, jardins de Versailles, parc de Versailles, Petit Trianon, Grand Trianon, ferme de Gally |                                                                        | 48° 48′ 18″ nord, 2° 07′ 10″ est | « PA00087673 » | Classé     | 1862 1906 1964 | Domaine de VersaillesChâteau de Versailles, jardins de Versailles, parc de Versailles, Petit Trianon, Grand Trianon, ferme de Gally |
| Écuries de la comtesse d'Artois | 29 rue du Maréchal-Joffre                                              | 48° 47′ 40″ nord, 2° 07′ 17″ est | « PA00087685 » | Classé     | 1929           | Écuries de la comtesse d'Artois |
| Écuries de la reine | 5 rue Carnot 3 impasse des Écuries                                     | 48° 48′ 24″ nord, 2° 07′ 35″ est | « PA00087686 » | Classé     | 1978           | Écuries de la reine |
| Église Notre-Dame | 35 rue de la Paroisse                                                  | 48° 48′ 28″ nord, 2° 07′ 44″ est | « PA00087687 » | Classé     | 2005           | Église Notre-Dame |
| Église Saint-Symphorien | 2 place Saint-Symphorien                                               | 48° 48′ 16″ nord, 2° 08′ 47″ est | « PA00087688 » | Inscrit    | 1953           | Église Saint-Symphorien |
| Fontaine de la place Saint-Louis | Place Saint-Louis                                                      | 48° 47′ 56″ nord, 2° 07′ 29″ est | « PA00087690 » | Classé     | 1914           | Fontaine de la place Saint-Louis |
| Fontaine des Quatre Pavés | Pavé à la Fontaine                                                     | 48° 47′ 47″ nord, 2° 07′ 35″ est | « PA00087689 » | Classé     | 1908           | Fontaine des Quatre Pavés |
| Gare de Versailles-Chantiers | 2 rue de l'Abbé-Rousseaux                                              | 48° 47′ 44″ nord, 2° 08′ 09″ est | « PA78000008 » | Inscrit    | 1998           | Gare de Versailles-Chantiers |
| Grand Commun | 1 rue de l'Indépendance-Américaine Rue des Récollets                   | 48° 48′ 11″ nord, 2° 07′ 19″ est | « PA00087676 » | Classé     | 1929           | Grand Commun |
| Grande Écurie | Place d'Armes                                                          | 48° 48′ 14″ nord, 2° 07′ 42″ est | « PA00087674 » | Classé     | 1913           | Grande Écurie |
| Hôpital Richaud | 1 rue Richaud                                                          | 48° 48′ 30″ nord, 2° 08′ 03″ est | « PA00087759 » | Classé     | 1980           | Hôpital Richaud |
| Hôtel | 62bis rue de Montreuil                                                 | 48° 48′ 16″ nord, 2° 08′ 57″ est | « PA00087701 » | Inscrit    | 1973           | Hôtel |
| Hôtel des Affaires étrangères et de la Marine                                                                                        | 5 rue de l'Indépendance-Américaine                                     | 48° 48′ 08″ nord, 2° 07′ 16″ est | « PA00087691 » | Classé     | 1929           | Hôtel des Affaires étrangères et de la Marine                                                                                       |
| Hôtel de la Chancellerie | 24 rue de la Chancellerie                                              | 48° 48′ 06″ nord, 2° 07′ 29″ est | « PA00087692 » | Inscrit    | 1930           | Hôtel de la Chancellerie |
| Hôtel du Gouvernement | 2, 4 rue des Réservoirs                                                | 48° 48′ 21″ nord, 2° 07′ 25″ est | « PA00087693 » | Classé     | 1929           | Hôtel du Gouvernement |
| Hôtel du Grand Contrôle | 12 rue de l'Indépendance-Américaine                                    | 48° 48′ 05″ nord, 2° 07′ 12″ est | « PA00087694 » | Classé     | 1929           | Hôtel du Grand Contrôle |
| Hôtel de la Guerre | 3 rue de l'Indépendance-Américaine                                     | 48° 48′ 09″ nord, 2° 07′ 17″ est | « PA00087698 » | Classé     | 1922 1929      | Hôtel de la Guerre |
| Hôtel Lambinet (actuel musée Lambinet)                                                                                               | 54 boulevard de la Reine                                               | 48° 48′ 19″ nord, 2° 08′ 06″ est | « PA00087695 » | Classé     | 1944           | Hôtel Lambinet (actuel musée Lambinet)                                                                                              |
| Hôtel de Mademoiselle | 9 rue Colbert                                                          | 48° 48′ 18″ nord, 2° 07′ 32″ est | « PA00087696 » | Inscrit    | 1930           | Image manquante Téléverser |
| Hôtel de la Marine et des Galères | 10 avenue de Sceaux                                                    | 48° 47′ 58″ nord, 2° 07′ 37″ est | « PA00087697 » | Classé     | 1929           | Hôtel de la Marine et des Galères                                                                                                   |
| Hôtel des Menus-Plaisirs | 22 avenue de Paris Rue de l'Assemblée-Nationale Rue des États-Généraux | 48° 48′ 02″ nord, 2° 08′ 01″ est | « PA00087677 » | Classé     | 1927 1929      | Hôtel des Menus-Plaisirs |
| Hôtel de la Poste | 2 rue Saint-Julien                                                     | 48° 48′ 09″ nord, 2° 07′ 18″ est | « PA00087700 » | Inscrit    | 1957           | Hôtel de la Poste |
| Hôtel des Réservoirs | 7, 9 rue des Réservoirs                                                | 48° 48′ 26″ nord, 2° 07′ 25″ est | « PA00087678 » | Classé     | 1936           | Hôtel des Réservoirs |
| Hôtel de la Surintendance | 9 rue de l'Indépendance-Américaine                                     | 48° 48′ 04″ nord, 2° 07′ 13″ est | « PA00087773 » | Classé     | 1929           | Hôtel de la Surintendance |
| Immeuble | 6 rue d'Anjou                                                          | 48° 47′ 51″ nord, 2° 07′ 25″ est | « PA00087702 » | Inscrit    | 1954           | Immeuble |
| Immeuble | 7 rue d'Anjou                                                          | 48° 47′ 50″ nord, 2° 07′ 32″ est | « PA00087703 » | Inscrit    | 1931           | Immeuble |
| Immeubles | 9-21 rue d'Anjou                                                       | 48° 47′ 50″ nord, 2° 07′ 33″ est | « PA00087704 » | Inscrit    | 1931           | Immeubles |
| Immeuble | 20 rue d'Anjou                                                         | 48° 47′ 49″ nord, 2° 07′ 32″ est | « PA00087705 » | Inscrit    | 1931           | Immeuble |
| Immeubles | 22-38 rue d'Anjou                                                      | 48° 47′ 49″ nord, 2° 07′ 33″ est | « PA00087706 » | Inscrit    | 1931           | Immeubles |
| Immeuble | 23 rue d'Anjou                                                         | 48° 47′ 50″ nord, 2° 07′ 34″ est | « PA00087707 » | Inscrit    | 1931           | Immeuble |
| Immeuble | 29 rue d'Anjou                                                         | 48° 47′ 49″ nord, 2° 07′ 36″ est | « PA00087708 » | Inscrit    | 1931           | Immeuble |
| Immeubles | 31, 33, 35, 39, 41 rue d'Anjou                                         | 48° 47′ 49″ nord, 2° 07′ 37″ est | « PA00087709 » | Inscrit    | 1931           | Immeubles |
| Immeubles | 40, 42 rue d'Anjou                                                     | 48° 47′ 49″ nord, 2° 07′ 33″ est | « PA00087710 » | Inscrit    | 1931           | Immeubles |
| Immeuble | 43 rue d'Anjou                                                         | 48° 47′ 50″ nord, 2° 07′ 34″ est | « PA00087711 » | Inscrit    | 1931           | Immeuble |
| Immeubles | 48, 50 rue d'Anjou                                                     | 48° 47′ 48″ nord, 2° 07′ 36″ est | « PA00087712 » | Inscrit    | 1931           | Immeubles |
| Immeubles | 52, 54, 56, 58, 60 rue d'Anjou                                         | 48° 47′ 48″ nord, 2° 07′ 36″ est | « PA00087713 » | Inscrit    | 1931           | Image manquante Téléverser |
| Immeuble | 62 rue d'Anjou                                                         | 48° 47′ 48″ nord, 2° 07′ 37″ est | « PA00087714 » | Inscrit    | 1931           | Immeuble |
| Immeuble | 6 rue de la Chancellerie                                               | 48° 48′ 11″ nord, 2° 07′ 23″ est | « PA00087715 » | Inscrit    | 1930           | Immeuble |
| Immeuble | 8 rue de la Chancellerie                                               | 48° 48′ 10″ nord, 2° 07′ 24″ est | « PA00087716 » | Inscrit    | 1930           | Immeuble |
| Immeuble | 10 rue de la Chancellerie                                              | 48° 48′ 09″ nord, 2° 07′ 25″ est | « PA00087717 » | Inscrit    | 1930           | Image manquante Téléverser |
| Immeuble | 12 rue de la Chancellerie                                              | 48° 48′ 09″ nord, 2° 07′ 25″ est | « PA00087718 » | Inscrit    | 1930           | Immeuble |
| Immeuble | 14 rue de la Chancellerie                                              | 48° 48′ 08″ nord, 2° 07′ 26″ est | « PA00087719 » | Inscrit    | 1930           | Immeuble |
| Immeuble | 16 rue de la Chancellerie                                              | 48° 48′ 07″ nord, 2° 07′ 28″ est | « PA00087720 » | Inscrit    | 1930           | Immeuble |
| Immeubles | 18, 20, 22 rue de la Chancellerie                                      | 48° 48′ 06″ nord, 2° 07′ 29″ est | « PA00087721 » | Inscrit    | 1930           | Immeubles |
| Immeuble | 3 rue Colbert                                                          | 48° 48′ 18″ nord, 2° 07′ 27″ est | « PA00087722 » | Inscrit    | 1930           | Immeuble |
| Immeuble | 5 rue Colbert                                                          | 48° 48′ 17″ nord, 2° 07′ 29″ est | « PA00087723 » | Inscrit    | 1930           | Immeuble |
| Immeuble | 7 rue Colbert                                                          | 48° 48′ 18″ nord, 2° 07′ 30″ est | « PA00087724 » | Inscrit    | 1930           | Immeuble |
| Immeuble | 9 rue Colbert                                                          | 48° 48′ 18″ nord, 2° 07′ 32″ est | « PA00087725 » | Inscrit    | 1930           | Immeuble |
| Immeubles | 11, 11bis rue Colbert                                                  | 48° 48′ 18″ nord, 2° 07′ 33″ est | « PA00087726 » | Inscrit    | 1930           | Immeubles |
| Immeuble | 15 rue Colbert                                                         | 48° 48′ 18″ nord, 2° 07′ 36″ est | « PA00087727 » | Inscrit    | 1930           | Immeuble |
| Immeuble | 17 rue Colbert                                                         | 48° 48′ 18″ nord, 2° 07′ 37″ est | « PA00087728 » | Inscrit    | 1930           | Immeuble |
| Immeubles | 8, 8bis, 10, 10bis rue de l'Indépendance-Américaine                    | 48° 48′ 07″ nord, 2° 07′ 14″ est | « PA00087730 » | Inscrit    | 1930           | Immeubles |
| Immeuble | 18 rue de l'Occident 2 rue de la Sainte-Famille                        | 48° 47′ 48″ nord, 2° 07′ 30″ est | « PA00087731 » | Inscrit    | 1954           | Immeuble |
| Immeuble | 26 rue Philippe-de-Dangeau Rue Montbauron                              | 48° 48′ 12″ nord, 2° 08′ 05″ est | « PA00087732 » | Inscrit    | 1975           | Immeuble |
| Immeubles | Place Hoche Rue Hoche Rue Carnot                                       | 48° 48′ 22″ nord, 2° 07′ 40″ est | « PA00087729 » | Inscrit    | 1954           | Immeubles |
| Immeubles | 11, 11bis, 15 rue des Réservoirs                                       | 48° 48′ 29″ nord, 2° 07′ 27″ est | « PA00087733 » | Inscrit    | 1930           | Image manquante Téléverser |
| Immeuble | 18 rue Royale Rue du Marché-Neuf                                       | 48° 47′ 51″ nord, 2° 07′ 35″ est | « PA00087734 » | Inscrit    | 1931           | Image manquante Téléverser |
| Immeuble | 20 rue Royale                                                          | 48° 47′ 50″ nord, 2° 07′ 35″ est | « PA00087735 » | Inscrit    | 1931           | Immeuble |
| Immeubles | 22, 24, 26, 28, 30 rue Royale                                          | 48° 47′ 50″ nord, 2° 07′ 35″ est | « PA00087736 » | Inscrit    | 1931           | Immeubles |
| Immeubles | 32, 34 rue Royale 23 rue d'Anjou                                       | 48° 47′ 50″ nord, 2° 07′ 34″ est | « PA00087737 » | Inscrit    | 1931           | Immeubles |
| Immeuble | 36 rue Royale 40, 42 rue d'Anjou                                       | 48° 47′ 49″ nord, 2° 07′ 34″ est | « PA00087738 » | Inscrit    | 1931           | Immeuble |
| Immeuble | 37 rue Royale Rue du Marché-Neuf                                       | 48° 47′ 49″ nord, 2° 07′ 35″ est | « PA00087739 » | Inscrit    | 1931           | Immeuble |
| Immeubles | 38, 40, 42, 44, 46, 50 rue Royale                                      | 48° 47′ 48″ nord, 2° 07′ 33″ est | « PA00087740 » | Inscrit    | 1931           | Immeubles |
| Immeubles | 39, 41, 43, 45, 47, 49, 51 rue Royale                                  | 48° 47′ 48″ nord, 2° 07′ 35″ est | « PA00087741 » | Inscrit    | 1931           | Immeubles |
| Immeuble | 51bis rue Royale 27 rue d'Anjou                                        | 48° 47′ 47″ nord, 2° 07′ 34″ est | « PA00087742 » | Inscrit    | 1931           | Immeuble |
| Immeuble | 52 rue Royale                                                          | 48° 47′ 48″ nord, 2° 07′ 33″ est | « PA00087743 » | Inscrit    | 1931           | Immeuble |
| Immeuble | 53 rue Royale Rue d'Anjou                                              | 48° 47′ 47″ nord, 2° 07′ 34″ est | « PA00087744 » | Inscrit    | 1931           | Immeuble |
| Immeubles | 53bis, 54, 55, 57 rue Royale                                           | 48° 47′ 46″ nord, 2° 07′ 33″ est | « PA00087745 » | Inscrit    | 1931           | Immeubles |
| Immeuble | 56 rue Royale Rue de la Sainte-Famille                                 | 48° 47′ 47″ nord, 2° 07′ 33″ est | « PA00087746 » | Inscrit    | 1931           | Immeuble |
| Immeuble | 59 rue Royale                                                          | 48° 47′ 49″ nord, 2° 07′ 35″ est | « PA00087747 » | Inscrit    | 1931           | Immeuble |
| Immeuble | 63 rue Royale                                                          | 48° 47′ 48″ nord, 2° 07′ 35″ est | « PA00087748 » | Inscrit    | 1932           | Immeuble |
| Immeuble | 65, 67 rue Royale                                                      | 48° 47′ 47″ nord, 2° 07′ 34″ est | « PA00087749 » | Inscrit    | 1931           | Immeuble |
| Immeuble | 69 rue Royale Rue de la Sainte-Famille                                 | 48° 47′ 47″ nord, 2° 07′ 34″ est | « PA00087750 » | Inscrit    | 1931           | Immeuble |
| Immeuble | 50, 50bis avenue de Saint-Cloud                                        | 48° 48′ 18″ nord, 2° 08′ 11″ est | « PA00087751 » | Inscrit    | 1955           | Immeuble |
| Immeubles | 52, 52bis, 52ter avenue de Saint-Cloud                                 | 48° 48′ 18″ nord, 2° 08′ 12″ est | « PA00087752 » | Inscrit    | 1955 1995      | Immeubles |
| Immeuble | 83 avenue de Saint-Cloud                                               | 48° 48′ 21″ nord, 2° 08′ 18″ est | « PA00087753 » | Classé     | 1951           | Immeuble |
| Immeuble | 26 rue de Satory                                                       | 48° 48′ 00″ nord, 2° 07′ 28″ est | « PA00087754 » | Inscrit    | 1984           | Image manquante Téléverser |
| Laiterie de Madame | 57 avenue de Paris                                                     | 48° 47′ 59″ nord, 2° 08′ 29″ est | « PA00087755 » | Classé     | 1957           | Laiterie de Madame |
| Lycée Hoche | 73 avenue de Saint-Cloud                                               | 48° 48′ 25″ nord, 2° 08′ 14″ est | « PA00087671 » | Classé     | 1926 1969      | Lycée Hoche |
| Maison | 11 rue de la Paroisse                                                  | 48° 48′ 29″ nord, 2° 07′ 36″ est | « PA00087758 » | Inscrit    | 1980           | Maison |
| Maison | 1 rue Robert-de-Cotte                                                  | 48° 48′ 18″ nord, 2° 07′ 24″ est | « PA00087760 » | Inscrit    | 1930           | Image manquante Téléverser |
| Maison Cassandre | 11 rue Albert-Joly                                                     | 48° 48′ 38″ nord, 2° 08′ 12″ est | « PA00133000 » | Inscrit    | 1994           | Maison Cassandre |
| Maison du Docteur Le-Monnier | 11bis rue Champ-Lagarde                                                | 48° 48′ 04″ nord, 2° 08′ 46″ est | « PA00087756 » | Inscrit    | 1977           | Image manquante Téléverser |
| Maison La Colette | 20 rue Saint-Louis                                                     | 48° 47′ 42″ nord, 2° 07′ 31″ est | « PA00087761 » | Inscrit    | 1965           | Image manquante Téléverser |
| Maison des musiciens italiens | 15 rue Champ-Lagarde                                                   | 48° 48′ 05″ nord, 2° 08′ 48″ est | « PA00087757 » | Classé     | 1950 1976      | Maison des musiciens italiens |
| Maison natale du général Hoche | 18 rue de Satory                                                       | 48° 48′ 02″ nord, 2° 07′ 30″ est | « PA00087762 » | Inscrit    | 1954           | Maison natale du général Hoche |
| Monument Pershing - Lafayette | Avenue des États-Unis                                                  | 48° 48′ 49″ nord, 2° 09′ 20″ est | « PA78000023 » | Inscrit    | 2007           | Monument Pershing - Lafayette |
| Mur des Fédérés | Satory                                                                 | 48° 46′ 46″ nord, 2° 06′ 56″ est | « PA00087763 » | Inscrit    | 1984           | Mur des Fédérés |
| Écurie de Madame du Barry | 21 avenue de Paris                                                     | 48° 48′ 05″ nord, 2° 08′ 05″ est | « PA00087764 » | Classé     | 1942           | Écurie de Madame du Barry |
| Pavillons d'octroi | Avenue de Paris                                                        | 48° 47′ 54″ nord, 2° 09′ 11″ est | « PA00087766 » | Inscrit    | 1959           | Pavillons d'octroi |
| Pavillon d'octroi | 30 boulevard du Roi                                                    | 48° 48′ 48″ nord, 2° 07′ 41″ est | « PA00087767 » | Classé     | 1929           | Pavillon d'octroi |
| Pavillon d'octroi | 33 boulevard du Roi                                                    | 48° 48′ 48″ nord, 2° 07′ 39″ est | « PA00087768 » | Classé     | 1930           | Pavillon d'octroi |
| Pavillon des Filtres | 51 avenue des États-Unis                                               | 48° 48′ 41″ nord, 2° 09′ 04″ est | « PA00087679 » | Classé     | 1979           | Pavillon des Filtres |
| Pavillon de musique de Madame | 61 avenue de Paris                                                     | 48° 47′ 58″ nord, 2° 08′ 30″ est | « PA00087765 » | Classé     | 1943           | Pavillon de musique de Madame |
| Pavillon des Sources | 11 rue Carnot                                                          | 48° 48′ 23″ nord, 2° 07′ 37″ est | « PA00087680 » | Inscrit    | 1954           | Pavillon des Sources |
| Petite Écurie | Place d'Armes                                                          | 48° 48′ 07″ nord, 2° 07′ 37″ est | « PA00087675 » | Classé     | 1929           | Petite Écurie |
| Hôtel des Gendarmes | 6 avenue de Paris                                                      | 48° 48′ 05″ nord, 2° 07′ 52″ est | « PA00087769 » | Classé     | 1911           | Hôtel des Gendarmes |
| Potager du roi et parc Balbi | 6 rue Hardy                                                            | 48° 47′ 55″ nord, 2° 07′ 16″ est | « PA00087681 » | Classé     | 1926           | Potager du roi et parc Balbi |
| Quartier d'Anjou | 55bis rue d'Anjou                                                      | 48° 47′ 47″ nord, 2° 07′ 44″ est | « PA00087770 » | Classé     | 1929           | Quartier d'Anjou |
| Quartier d'Artois | 30 rue de Noailles Rue Édouard-Lefèbvre                                | 48° 47′ 51″ nord, 2° 07′ 56″ est | « PA00087771 » | Inscrit    | 1927           | Quartier d'Artois |
| Quartier de Croy | Rue Royale                                                             | 48° 47′ 56″ nord, 2° 07′ 40″ est | « PA00087772 » | Classé     | 1929           | Quartier de Croy |
| Quartier de Noailles | 19 avenue de Paris                                                     | 48° 48′ 06″ nord, 2° 08′ 03″ est | « PA00087699 » | Classé     | 1929 1965      | Quartier de Noailles |
| Réservoirs de Picardie | Avenue des États-Unis                                                  | 48° 48′ 38″ nord, 2° 09′ 04″ est | « PA00087682 » | Inscrit    | 1979           | Image manquante Téléverser |
| Salle du Jeu de paume | Rue du Jeu-de-Paume                                                    | 48° 48′ 04″ nord, 2° 07′ 26″ est | « PA00087683 » | Classé     | 1848           | Salle du Jeu de paume |
| Synagogue de Versailles | 10 rue Albert-Joly                                                     | 48° 48′ 38″ nord, 2° 08′ 10″ est | « PA78000027 » | Inscrit    | 2010           | Synagogue de Versailles |
| Terrains en bordure de l'abreuvoir Louis XIV                                                                                         | Avenue de Sceaux                                                       | 48° 47′ 48″ nord, 2° 07′ 54″ est | « PA00087774 » | Inscrit    | 1934           | Image manquante Téléverser |
| Terrains de la plaine des Mortemets                                                                                                  |                                                                        | 48° 47′ 59″ nord, 2° 06′ 28″ est | « PA00087684 » | Classé     | 1960           | Image manquante Téléverser |
| Théâtre Montansier | 13 rue des Réservoirs                                                  | 48° 48′ 29″ nord, 2° 07′ 27″ est | « PA00087775 » | Inscrit    | 1991           | Théâtre Montansier |
| Villa Bomsel | 12 rue René-Aubert                                                     | 48° 48′ 40″ nord, 2° 08′ 11″ est | « PA00087776 » | Inscrit    | 1986           | Image manquante Téléverser |
| Villa Moricet | 2 place Alexandre-1er-de-Yougoslavie                                   | 48° 48′ 19″ nord, 2° 08′ 28″ est | « PA00087777 » | Classé     | 1946           | Villa Moricet |